# Constituição da Bósnia e Herzegovina
A Constituição da Bósnia e Herzegovina (bósnia, croata e sérvia: Ustav Bosne i Hertcegovine / Устав Босне и Херцеговине) é o mais alto documento legal da Bósnia e Herzegovina. A Constituição atual é o Anexo 4 do Acordo-Quadro Geral para a Paz na Bósnia e Herzegovina, também conhecido como Acordo de Dayton, assinado em 14 de dezembro de 1995. A Constituição viu o fim da guerra na Bósnia e Herzegovina, no entanto, recebeu muitas críticas. Sob a supervisão da comunidade internacional, um "arranjo de emendas" (mais tarde denominado "arranjo de emendas de abril") à Constituição, foi acordado pelos principais partidos políticos, foi proposto para adoção na Assembléia Parlamentar da Bósnia e Herzegovina em abril de 2006, mas não conseguiu a aprovação de dois terços dos membros da Câmara dos Deputados.

## Natureza da Constituição
A Constituição da Bósnia e Herzegovina é a constituição sob forma contratual internacional, pois é parte integrante de um acordo de paz maior assinado por Alija Izetbegović, Franjo Tuđman e Slobodan Milošević, três presidentes de países envolvidos em guerras na Bósnia e Herzegovina, também como representantes da União Europeia (Felipe González), Estados Unidos da América (Bill Clinton), Alemanha (Helmut Kohl), Reino Unido (John Major), França (Jacques Chirac) e Federação Russa (Viktor Chernomyrdin). Essa natureza da Constituição também foi de vital importância para o Tribunal Constitucional da Bósnia e Herzegovina, em sua decisão histórica sobre o eleitorado dos povos (U-5/98), uma vez que declarou que a Constituição poderia ser interpretada como um tratado definido em Viena Convenção sobre o Direito dos Tratados de 1969, que foi de grande importância na interpretação do Preâmbulo da Constituição.

## O Preâmbulo
O preâmbulo declara, entre outras coisas, o compromisso da Bósnia e Herzegovina com a liberdade, a igualdade, a tolerância e as instituições democráticas do governo. Ele também afirma que os portadores da soberania são "povos constituintes" (bósnios, croatas e sérvios), juntamente com "outros" e "cidadãos da Bósnia e Herzegovina", que também tem visto uma grande quantidade de debates entre os juristas sobre uma aparente contradição.

## Artigos
- Artigo I - Bósnia e Herzegovina: continuação, princípios democráticos, composição, circulação de mercadorias, capital, símbolos e cidadania
- Artigo II - Direitos humanos e liberdades fundamentais: direitos humanos, normas internacionais, enumeração de direitos, não discriminação, refugiados e pessoas deslocadas, implementação, acordos internacionais e cooperação
- Artigo III - Responsabilidades e relações entre as instituições da Bósnia e Herzegovina e as entidades: Responsabilidades das instituições da Bósnia e Herzegovina, responsabilidades das entidades, lei e responsabilidades das entidades e instituições, coordenação e responsabilidades adicionais
- Artigo IV - Sobre a Assembléia Parlamentar: Câmara dos Povos, Câmara dos Deputados, Procedimentos e Poderes
- Artigo V - sobre Presidência: eleição e mandato, procedimentos, poderes, conselho de ministros e comissão permanente
- Artigo VI - Tribunal Constitucional: Composição, Procedimentos, Jurisdição e Decisões
- Artigo VII - do Banco Central
- Artigo VIII - Finanças
- Artigo IX - sobre disposições gerais
- Artigo X - sobre o procedimento de alteração
- Artigo XI - Disposições transitórias
- Artigo XII - Entrada em vigor

## Anexos
- Anexo I - Acordos adicionais de direitos humanos a serem aplicados na Bósnia e Herzegovina 
  - 1. Convenção de 1948 para a Prevenção e Punição do Crime de Genocídio
  - 2. Convenções de Genebra I-IV de 1949 sobre a proteção das vítimas de guerra e os Protocolos de Genebra I-II de 1977
  - 3. Convenção de 1951 relativa ao Estatuto dos Refugiados e seu Protocolo de 1966
  - 4. Convenção de 1957 sobre a nacionalidade das mulheres casadas
  - 5. Convenção de 1961 sobre a redução da apatridia
  - 6. Convenção Internacional de 1965 sobre a Eliminação de Todas as Formas de Discriminação Racial
  - 7. Pacto Internacional de 1966 sobre Direitos Civis e Políticos e Protocolos Opcionais de 1966 e 1989
  - 8. Pacto de 1966 sobre direitos econômicos, sociais e culturais
  - 9. Convenção de 1979 sobre a Eliminação de Todas as Formas de Discriminação contra as Mulheres
  - 10. Convenção de 1984 contra a tortura e outros tratamentos ou penas cruéis, desumanos ou degradantes
  - 11. Convenção Européia de 1987 para a Prevenção da Tortura e Tratamentos ou Penas Desumanos ou Degradantes
  - 12. Convenção de 1989 sobre os direitos da criança
  - 13. Convenção Internacional de 1990 para a Proteção dos Direitos de Todos os Trabalhadores Migrantes e Membros de Suas Famílias
  - 14. Carta Europeia das Línguas Regionais ou Minoritárias de 1992
  - 15. Convenção-Quadro de 1994 para a Proteção das Minorias Nacionais

A Convenção para a Proteção dos Direitos Humanos e das Liberdades Fundamentais de 1950 (Convenção Européia sobre Direitos Humanos), embora não seja mencionada aqui, faz parte da Constituição (Artigo II, 2).
- Anexo II - Acordos Transitórios: Comissão Interina Conjunta, Continuação das Leis, Processos Judiciais e Administrativos, Escritórios e Tratados

## O Tribunal Constitucional da Bósnia e Herzegovina
O Tribunal Constitucional da Bósnia e Herzegovina é um tribunal especial sui generis, cujo papel principal é ser o intérprete e guardião da Constituição da Bósnia e Herzegovina, conforme estabelecido no artigo VI, parágrafo 3 da Constituição ("O Tribunal Constitucional deve defender esta Constituição "), e é considerada a mais alta autoridade judicial, uma vez que tem jurisdição de apelação sobre questões sob a Constituição decorrentes de uma sentença de qualquer outro tribunal da Bósnia e Herzegovina (Artigo VI, parágrafo 3.b).

## Alterando a Constituição
No Artigo X, definindo o procedimento de emenda, a Constituição declara que pode ser modificada por uma decisão da Assembléia Parlamentar, incluindo uma maioria de dois terços dos presentes e votando na Câmara dos Deputados. A Constituição não diz quem tem o direito, e sob quais regras, de apresentar as emendas à Assembléia Parlamentar. Além disso, no parágrafo 2 do Artigo X, a Constituição declara que os direitos e liberdades, como vistos no Artigo II, não podem ser derrogados, assim como o próprio parágrafo 2.